# بايرون بيك
بايرون بيك (بالإنجليزية: Byron Beck)‏ مواليد 25 يناير 1945 في إلينسبورغ، هو لاعب كرة سلة أمريكي معتزل. بدأ مسيرته الاحترافية في سنة 1967. تم اختياره من قبل فريق شيكاغو بولز خلال الدرافت. حمل الرقم 40. يبلغ طوله 6 قدم 9 بوصة (2.1 م). اعتزل اللعب في 1977. أحرز خلال مسيرته في الإن بي إيه 8603 نقطة بمعدل 11.5 نقطة في المباراة الواحدة.

## روابط خارجية
- بايرون بيك على موقع إن بي أي (الإنجليزية)
- بايرون بيك على موقع سبورتس رفرنس (الإنجليزية)
- بايرون بيك على موقع كلية كرة السلة في سبورتس رفرنس.كوم (الإنجليزية)
- بايرون بيك على موقع ريلجم (الإنجليزية)
- بايرون بيك على موقع بروبوليرز (الإنجليزية)